# Pires Constantino
Pires Constantino était un ancien footballeur professionnel brésilien,  né le 20 octobre 1929, et décédé en 2002.
De 1951 à 1963, il a joué en 1re division française, d'abord au Nîmes Olympique, puis à l'Olympique de Marseille, à l'Olympique lyonnais et de nouveau au Nîmes Olympique.
À l'issue de la saison 1954-1955, alors que le Nîmes Olympique a fini la saison à la 11e place, juste derrière l'Olympique de Marseille, il s'engage pour Marseille et termine la saison 1955-1956 à la 5e place.
La saison suivante, il est transféré en cours de saison à l'Olympique lyonnais.
En 1959, alors que son ancien club, le Nîmes Olympique, vient de terminer pour la seconde fois consécutive à la deuxième marche du classement, il choisit d'y revenir.

## Palmarès
- Vice-champion de France : 1960  (avec le Nîmes Olympique)
- Finaliste de la coupe de France : 1961  (avec le Nîmes Olympique)